# Военная операция в Джиср-эш-Шугуре
Военная операция в Джиср-эш-Шугуре — эпизод гражданской войны в Сирии (июнь 2011 года). По заявлениям сирийского руководства, операция сирийских вооружённых сил в городе Джиср-эш-Шугур (провинция Идлиб) была направлена против террористических групп, в то время как сирийская оппозиция назвала это репрессиями против мирных протестующих.

## Предыстория
Вооружённые столкновения в Джиср-эш-Шугуре стали поворотным моментом в противостоянии между властью и оппозицией в Сирии. Военной операции предшествовали массовые антиправительственные протесты, для подавления которых войска применили оружие, что привело к многочисленным жертвам. Государственные телеканалы демонстрировали кадры с выгоревшими зданиями государственных учреждений, полицейских отделений и сожжёнными автомобилями. По словам властей, силы безопасности и полиция в городе подверглись нападениям вооружённых банд, которые нападают на государственные учреждения, запугивают население и блокируют дороги, ведущие к городу.

## Нападения на сотрудников службы безопасности
4 июня группа сотрудников службы безопасности с крыши почтамта обстреляла похоронную процессию, после чего разъярённые участники процессии подожгли здание. В ходе нападения восемь офицеров были убиты. Волна насилия стремительно захлестнула город. Протестующие взяли штурмом  местное полицейское отделение и захватили хранившееся там оружие. По мере обострения ситуации начали отмечаться случаи дезертирства среди сотрудников службы безопасности. Согласно сообщениям, причиной этому послужили публичные казни солдат, отказавшихся стрелять по гражданскому населению.
Вскоре после этого Сирийское информационное агентство сообщило о гибели 20 военнослужащих, попавших в засаду, когда они направлялись на выручку блокированным в городе подразделениям службы безопасности. Ещё несколькими часами позже прошло известие о захвате штаба службы безопасности. В результате нападения погибло несколько десятков полицейских. Произошедшие события стали первым серьёзным поражением правительственных сил.
6 июня государственное телевидение начало сообщать о том, что неизвестные вооруженные группы атакуют силы безопасности в городе. Согласно этим сообщениям, они сначала заманили в засаду группу полицейских, которые ехали по вызову местных жителей, сообщивших, что неизвестные боевики терроризируют их, и убили 20 полицейских. Позже они напали на полицейское управление города и захватили его, убив 82 сотрудника сил безопасности. Кроме того, боевики напали и взорвали почтовое отделение, которое охраняла полиция, убив ещё восемь полицейских. В течение дня всего было убито 120 полицейских. Государственное Сирийское арабское информационное агентство (САНА) заявило, со ссылкой на телефонные переговоры повстанцев, что целью атаки было подорвать доверие граждан к правоохранительным органам. Также, ссылаясь на эти переговоры оно сообщило, что повстанцы договорились захоронить убитых ими сотрудников правоохранительных органов, чтобы позднее выдать это место за массовое захоронение мирных жителей.
Аль-Джазира однако, ссылаясь на очевидцев, предоставила другие данные. Согласно ей жертвы обусловлены тем: «беженцы и оппозиционеры заявляют, что начались бои, так как часть правительственных войск и полицейских взбунтовались и присоединились к местному населению».
Государственное телевидение заявило, что ряд тел полицейских были изуродованы и некоторые из них сброшены в реку. Правительство заявило, что ему удалось прорвать блокаду одного района в городе, где были заблокированы полицейские, и они продолжают попытки деблокады остальных. Оппозиция утверждала, что некоторые из сотрудников сил безопасности попытались поднять мятеж и присоединиться к протестующим, но были убиты своими командирами.
По словам Аль-Джазиры, ссылающихся на турецких чиновников, более 4 000 сирийцев перешли границу с Турцией, чей премьер-министр Реджеп Тайип Эрдоган заявил президенту Асаду, что тот действует с «дикостью против своего народа».

## Штурм города
Сирийские силы безопасности выдвинулись к городу 9 июня, и начали операцию в нём рано утром 12 июня, с юга и востока, используя до 200 боевых машин, включая танки, а также вертолеты. По данным сирийских государственных СМИ действовали «воинские части и члены вооруженных формирований, занявшие позиции в окрестностях Джиср-эш-Шугура и непосредственно в городе», хотя свидетели утверждали, что город был почти пуст к тому времени, когда армия начала своё наступление. В то время как жители окрестностей сообщили об обстреле города, армейский генерал заявил, что войска только пытаются найти виновных в смерти своих сослуживцев и не обстреливали город.